# Andoni Lafuente
Andoni Lafuente Olaguibel (Guernica y Luno, Vizcaya, 6 de septiembre de 1985) es un ciclista español, de ruta y de pista.

## Trayectoria
En categorías inferiores logró diversos éxitos en el ciclismo en pista. Así, en 2003 fue campeón de España de Puntuación y medalla de bronce en Persecución (individual y por equipos), además de participar en los Campeonatos de Europa y del Mundo con la selección española. Ya como sub-23 se proclamó campeón de Euskadi (2005) y de España (Puntuación y Persecución, 2006); fue asimismo incluido en la selección que participó en los Europeos de Atenas de 2006.
Debutó como profesional el año 2007 con el equipo Euskaltel-Euskadi. Miguel Madariaga resumió su primera temporada con un "ha sido el amo".
En 2009 fue segundo en la clasificación de la montaña del Tour Down Under. Lafuente encabezaba dicha clasificación a falta de una etapa, pero su compañero Markel Irizar entró en la fuga de la jornada y acumuló los puntos suficientes para desbancar a Lafuente y hacerse con el maillot de la montaña en la primera carrera ProTour de la temporada. Esa fue su última temporada en la ruta.
En el 2010 volvió a la pista con el equipo Cespa-Euskadi, donde coincidiría con ciclistas como Unai Elorriaga o Leire Olaberria. Lafuente inició su participación en pruebas de la Copa del Mundo de pista con el objetivo de ser incluido en la selección española para los Juegos Olímpicos de Londres 2012.

## Palmarés
No ha conseguido victorias como profesional.

## Equipos

### Carretera
- Euskaltel-Euskadi (2007-2009)

### Pista
- Cespa-Euskadi (2010)